# Здание Министерства внутренних дел

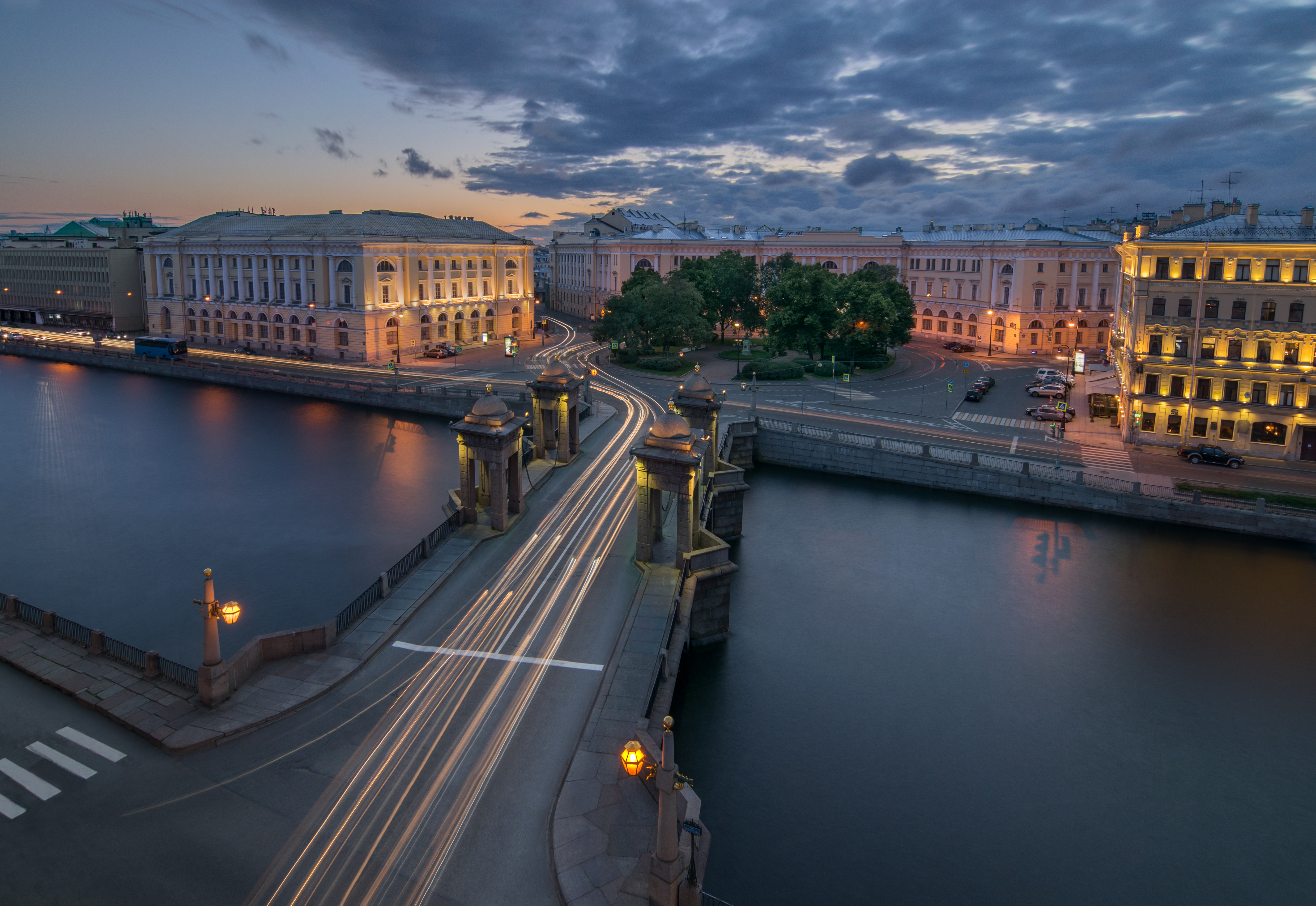
Вид с воздуха

Здание Министерства внутренних дел — памятник архитектуры. Расположен в Санкт-Петербурге, современный адрес дома — площадь Ломоносова, 3, набережная реки Фонтанки, 57, Торговый переулок, 1.
В 1825 году на этом месте был открыт по инициативе Милорадовича театр; его открыли на масленицу, а на первой неделе Великого поста он сгорел — скорее всего, из-за трещины в газовой печи.
Современное здание входит в ансамбль площади Ломоносова. К. И. Росси при оформлении сохранил мотивы, использованные на улице Зодчего Росси и в зданиях на площади Островского: нижний этаж трактован как цокольный, два верхних украшены дорическими колоннадами, угловые части выделены, плоскости угловых ризалитов украшены стоящими в глубоких нишах колоннами.
Проект был разработан при участии И. И. Шарлеманя и утверждён 11 апреля 1830 года; к концу года здание достроили до крышу, отделка была завершена в 1834 году. В 1862 году в здании случился пожар, но оно было восстановлено И. И. Горностаевым и В. И. Собольщиковым без изменения внешнего вида.
После революции в здании было размещено издательство «Красной газеты», позднее — Типография имени Володарского, на 2020-е годы в здании расположен бизнес-центр.